# Секвоя (національний та штатський парки)
Національний та штатський парки «Секвоя» (англ. Redwood National and State Parks) — національний і штатський парки, розташовані вздовж тихоокеанського узбережжя північної Каліфорнії у США.
Ці каліфорнійські парки, котрі мають назву «Секвоя», охоплюють територію 5 341,3 км² та захищають 45 % прибережних лісів секвої (лат. Sequoia sempervirens), які у США збереглися понині. Секвоя, відома ще як «червоне дерево» (англ. redwood), — одне з найвищих та наймасивніших дерев Землі.
Згадані національні й штатні парки зберігають для майбутніх поколінь, крім лісів секвой, ще й степові флору і фауну, культурні ресурси, і 60 км недоторканої берегової лінії.
Національний парк «Секвоя» межує з національним парком Кінгз-Каньйон. Обидва парки управляються Службою національних парків США як єдиний підрозділ — національні парки Секвоя і Кінгз-Каньйон.